# Хардинг (Минесота)
Хардинг (енгл. Harding) град је у америчкој савезној држави Минесота.

## Демографија
По попису из 2010. године број становника је 125, што је 20 (19,0%) становника више него 2000. године.
| Група             | 2000.        | 2010.        |
| Белци             | 105 (100,0%) | 125 (100,0%) |
| Афроамериканци    | 0 (0,0%)     | 0 (0,0%)     |
| Азијати           | 0 (0,0%)     | 0 (0,0%)     |
| Хиспаноамериканци | 0 (0,0%)     | 0 (0,0%)     |
| Укупно            | 105          | 125          |